# Charles Immanuel Forsyth Major
Aquest autor és citat en taxonomia animal amb el nom «Forsyth Major».
Charles Immanuel Forsyth Major (15 d'agost de 1843, Glasgow, Escòcia – 25 de març de 1923, Múnic, Alemanya) fou un zoòleg i paleontòleg suís.

## Biografia
Major nasqué a Glasgow, Escòcia, i va estudiar les universitats de Basilea i Zuric (Suïssa) i més tard a Göttingen (Alemanya). Es va graduar en Medicina a Basilea el 1868 i va esdevenir físic a Florència (Itàlia).
Com molts dels primers naturalistes, va dedicar el seu tems lliure a estudiar mamífers fòssils. La seva primera publicació fou sobre fòssils de primats, el 1872. El govern italià li donà suport el 1877, cosa que li permeté recol·lectar fòssils de Calàbria, Còrsega, Sardenya i Sicília. El 1886 va parar de treballar de físic i va començar a estudiar fòssils de l'arxipèlag grec; les seves col·leccions anaven destinades al College Galliard de Lausana i al Museu Britànic (Història natural).
En les col·leccions del Museu Britànic va prendre un interès especial en el material de Madagascar. Va estudiar la fauna de lèmurs, fins i tot dels extingits, i va descobrir la família Megaladapidae (Major 1893), el gènere i l'espècie del lèmur gegant extint Megaladapis madagascariensis (Major 1893), i cinc noves espècies del gènere Lepilemur i Cheirogaleus. Tot plegat el va portar a embarcar-se en una expedició a Madagascar. El viatge fou finançat per la Royal Society i per Lionel Walter Rothschild, Frederick DuCane Godman, Sir Henry Peek i Major mateix. L'expedició salpà de la Gran Bretanya el 15 de juliol de 1894 i els tripulants van tornar a casa el 30 d'agost de 1896. Durant aquests dos anys van aconseguir grans col·leccions que van arribar a Europa en 73 caixes.